# Comuna Buniv, Iavoriv
Buniv (în ucraineană Бунів) este o comună în raionul Iavoriv, regiunea Liov, Ucraina, formată din satele Buniv (reședința) și Ivanîkî.

## Demografie
Componența lingvistică a comunei Buniv
     Ucraineană (100%)
Conform recensământului din 2001, toată populația comunei Buniv era vorbitoare de ucraineană (100%).